# Ron Bontemps
Ronald Yngve Bontemps (Taylorville, 11 augustus 1926 – Peoria, 13 mei 2017) was een Amerikaans basketballer. Hij won met het Amerikaans basketbalteam als aanvoerder de gouden medaille op de Olympische Zomerspelen 1952.

## Carrière
Bontemps speelde voor het team van de Universiteit van Illinois (Illinois Fighting Illini), Beloit College (Beloit Buccaneers) en de Peoria Caterpillars. Hij werd als 21e gekozen in de NBA draft van 1951 door de Tri-Cities Blackhawks maar speelde nooit in de NBA. Tijdens de Olympische Spelen speelde hij 8 wedstrijden, inclusief de finale tegen de Sovjet-Unie. Gedurende deze wedstrijden scoorde hij 60 punten.
Na zijn carrière als speler was hij werkzaam bij, de sponsor van zijn team, Caterpillar Tractor Co.

## Erelijst
- Olympische Spelen: 1952
- Helms Foundation Hall of Fame: 1958
- Beloit College Hall of Honor: 1965
- Illinois Basketball Coaches Association Hall of Fame: 1973
- Taylorville High School Sports Hall of Fame
- Greater Peoria Sports Hall of Fame